# まじ☆まね〜マジカル大須まねきネコV〜
『まじ☆まね〜マジカル大須まねきネコⅤ〜』は、動画配信サイトStickam JAPAN!とインターネットラジオ放送局BBstationで2008年（平成20年）11月13日から2012年（平成24年）4月18日、毎月・第 3週の水曜日 21:00 - 22:00（JST） まで放送していた番組。歌手兼声優のオリヒメヨゾラがパーソナリティを務める。

## 概要
2008年（平成20年）
- 11月13日 - プレ放送。

2009年（平成21年）
- 1月21日 - 本放送開始。

2010年（平成22年）
- 1月20日 - BBstationで放送開始。
- 11月10日 - 番組開始から一周年を迎える為に放送日を急遽、変更して放送した。

2012年（平成24年）
- 4月18日 - リニューアルとして一旦番組終了を決定、即日を以って終了した。

## 放送時間
- Stickam JAPAN!・BBstation 毎月・第 3週水曜日 21:00 - 22:00

### スタッフ
- メインパーソナリティ
  - オリヒメヨゾラ
- ディレクター
- 構成作家

ほか
- 提供
  - 株式会社グッドウィル